# 4698 Jizera
4698 Jizera este un asteroid din centura principală, descoperit pe 4 septembrie 1986 de Antonín Mrkos.